# کالوپه
کالوپه (به لاتین: Kalupe) یک روستا در لتونی است که در شهرداری دوگوپیلس واقع شده‌است. کالوپه ۶۸۴ نفر جمعیت دارد.